# 雅恩格利佩爾
雅恩格利佩爾（Iarngreiper）。在北歐神話中是雷神索爾（Thor）所擁有的道具，也翻作「鐵手套」（iron gauntlets）。
這個道具出現在《散文埃達》的〈欺騙古魯菲〉中，和手套成對的道具還有「力量腰帶」，但在其他北歐神話故事中，幾乎不見對這兩個道具的描述，也沒有索爾使用的情節，一般相信這可能是《散文埃達》的作者史洛里自行杜撰之物。
另一個在《散文埃達》〈詩語法〉中故事提到，索爾在洛基的計謀下什麼武器都沒帶就前往巨人國度挑戰，途中經過女巨人格莉德（Grid）的住處時，向格莉德借來了不斷之杖、綁腿、鐵手套。格莉德的寶物和索爾的寶物功能幾乎一模一樣，因此有可能上述寶物在北歐諸神中是個可能普及化的道具。